# 1902 aux échecs
| Années des échecs : 1899 - 1900 - 1901 - 1902 - 1903 - 1904 - 1905    |
| Décennies des échecs : 1870 - 1880 - 1890 - 1900 - 1910 - 1920 - 1930 |

Cet article présente les faits marquants de l'année 1902 aux échecs.

## Championnats nationaux
- Canada : Pas de championnat[1].
- Écosse : E Macdonald remporte le championnat[2].

- Royaume d'Espagne : Manuel Golmayo remporte la première édition du championnat [3]. Jusqu’en 1942, il ne sera organisé qu’occasionnellement.
- Empire russe : Pas de championnat[4].

- Suisse : Eugen Meyer remporte le championnat [5].

## Naissances
- Mario Monticelli
- Georg Kieninger

## Nécrologie
- 15 juin : Stanislaus Sittenfeld
- 12 septembre : Samuel Rosenthal
- 3 octobre : Carl Walbrodt
- 28 décembre : Hieronim Czarnowski (en)